# Toplotni rezervoar
Toplòtni rezervoár je v termodinamiki idealizirano telo z neskončno veliko toplotno kapaciteto. Zaradi zelo velike toplotne kapacitete ostaja temperatura toplotnega rezervoarja  pri izmenjavi toplote z okolico stalna. V toplotnem rezervoarju je lahko tudi mešanica dveh faz v ravnovesju, tako da se dovedena ali odvedena toplota porabi za spreminjanje razmerja ene faze glede na drugo (npr. s taljenjem, izparevanjem), pri čemer pa se temperatura mešanice ne spremeni.